# Jaska Raatikainen
Jaska Ilmari Raatikainen lub Jaska W. Raatikainen (ur. 18 lipca 1979) – perkusista fińskiego zespołu melodic death metalowego – Children of Bodom.

## Życiorys
Jaska Raatikainen urodził się w miejscowości Lappeenranta, na południu Finlandii. Pierwszym jego instrumentem było pianino. Jako dziecko grał również na waltorni w orkiestrze. W wieku 12 lat, zainspirowany grą takich perkusistów jak Scott Travis (Judas Priest), Mikkey Dee (Motörhead), czy Dave Weckl, Jaska podejmuje naukę gry na perkusji.
Z Alexim Laiho Jaska poznał się w szkole w 1993 roku. Szybko zorientowali się, że ich gusta muzyczne są podobne i założyli zespół o nazwie Inearthed, którego nazwę zmieniono później na Children of Bodom.

## Instrumentarium
Bębny Pearl MRX
- 22" x 18" Bass Drum (MMP2218BX/B)
- 10" x 7" Tom (RF1007T/C)
- 10" x 8" Tom (RF1008T/C)
- 12" x 8" Tom (RF1208T/C)
- 14" x 14" Floor Tom (RF1414F/C)
- 16" x 16" Floor Tom (RF1616F/C)
- 14" x 5" Snare Drum (RF1405S/C)

Talerze perkusyjne Meinl
- 2x 14" Byzance Traditional Heavy Hihat
- 20" Mb20 Heavy Ride
- 2x 8" Byzance Traditional Splash
- 2x 18" Byzance Brilliant Medium Thin Crash
- 20" Byzance Traditional Heavy Ride
- 20" Byzance Brilliant Medium Crash
- 18" Byzance Brilliant China

Osprzęt Pearl
- DR-503 Icon Rack + PC-50 Pipe Clamps (x12)
- H-2000 Eliminator Hi-hat Stand
- P-2002B Eliminator Double Pedal
- CLH-95A Closed Hat
- S-985W Snare drum stand
- CH-88 (x8) Cymbal Holder
- TH-100S (x4) Tom Holder
- D-220 Roadster Throne

Pałki perkusyjne
- Promark Evelyn Glennie 740